# Fausta Cialente
Fausta Terni Cialente (Cagliari, Italia, 1898—Inglaterra, Reino Unido, 1994) fue una novelista y periodista italiana.

## Biografía
Nacida en Cagliari, en el inicio de su vida, Fausta Cialente estuvo marcada por la agitación de su familia que seguía los movimientos de su padre, un oficial del ejército. Se casó con el compositor Enrico Terni en 1921 y se instaló en Alejandría, Egipto hasta el final de la Segunda Guerra Mundial. Desde 1940 escribió panfletos antifascistas y emisiones diarias con base en Radio Cairo en contra del Fascismo italiano en Italia. En 1947 regresó a Italia, viviendo allí hasta que se mudó a Inglaterra en 1984.
Aunque su primera novela Natalia ganó el Premio Dieci Savi, el libro (el tratamiento de la relación lésbica de una mujer infelizmente casada) fue suprimido por los fascistas. Muchas de las historias posteriores de Cialente se establecieron en Egipto.
Fausta Cialente ganó el Premio Strega.

## Obras
- Natalia 1930.
- Cortile a Cleopatra 1936.
- Ballata levantina, 1961.
- Un inverno freddissimo (Un invierno muy frío), 1966.
- Le quattro ragazze Wieselberger. 1976.